# Intellectuels précaires
Les intellectuels précaires désignent des personnes travaillant de manière précaire dans des domaines intellectuels tels que la recherche, le journalisme, l'écriture, la traduction, etc. L'expression est popularisée par Anne et Marine Rambach dans leur essai les Intellos précaires (2001). 
Les auteures définissent ce nouveau groupe social par le fait d'exercer un ou plusieurs (et souvent plusieurs) métiers traditionnellement considérés comme intellectuels, et par des conditions d'emploi précaires, inconstantes, par opposition aux situations et statuts des titulaires. Elles donnent dans le livre la parole à de nombreux « intellos précaires » qu'elles ont rencontrés. Ce sont par exemple des journalistes pigistes,  des éditeurs, des chercheurs ou enseignants précaires. 
En additionnant les chiffres publics concernant le nombre de précaires répertoriés dans ces divers secteurs, elles concluaient qu'il y a probablement plus de 100 000 intellos précaires en France. 
En avril 2009, Anne et Marine Rambach ont publié une suite : Les nouveaux intellos précaires, où elles suggèrent que la précarisation du monde de la culture et du savoir en France est encouragée et voulue par le gouvernement. 
Un débat se développe sur la nature exacte de cette population. Pour les uns, il existerait des raisons de douter de la pertinence de l'expression "intellos précaires", vu l'absence de mobilisation des intéressés. La catégorie a d'ailleurs été contestée par le sociologue Patrick Champagne. Pour d'autres, au contraire, l'existence d'un débat international sur la précarité des jeunes même diplômés, la mobilisation difficile mais réelle d'une partie d'entre eux, ainsi que le constat de la domination symbolique dont ils sont les victimes, font de ce problème un véritable enjeu social et politique.
Une thèse de sociologie portant sur cette figure sociale a été soutenue en 2015.[réf. nécessaire]